# Sehlde
Sehlde település Németországban, azon belül Alsó-Szászország tartományban. Lakosainak száma 895 fő (2023. december 31.). Sehlde Bockenem, Heere és Haverlah községekkel határos.

## Népesség
A település népességének változása:
| Lakosok száma | 921  | 918  | 910  | 878  | 900  | 889  | 895  |
|               | 2015 | 2016 | 2017 | 2019 | 2021 | 2022 | 2023 |